# Liriomyza maipuensis
Liriomyza maipuensis är en tvåvingeart som beskrevs av Mitsuhiro Sasakawa 1994. Liriomyza maipuensis ingår i släktet Liriomyza och familjen minerarflugor. Inga underarter finns listade i Catalogue of Life.